# Huércal-Overa (kommunhuvudort)
Huércal-Overa är en kommunhuvudort i Spanien.   Den ligger i provinsen Provincia de Almería och regionen Andalusien, i den sydöstra delen av landet, 400 km söder om huvudstaden Madrid. Huércal-Overa ligger 284 meter över havet och antalet invånare är 17 645.
Terrängen runt Huércal-Overa är varierad. Runt Huércal-Overa är det ganska glesbefolkat, med 40 invånare per kvadratkilometer. Huércal-Overa är det största samhället i trakten. Omgivningarna runt Huércal-Overa är i huvudsak ett öppet busklandskap.